# L'impostore (film 2008)
L'impostore è un film statunitense del 2008, diretto da Daniel Millican.

## Trama
Johnny C, noto cantante christian rock, vive una crisi.